# التطهير العرقي في بوسانسكي شاماتش
التطهير العرقي في بوسانسكي شاماتش يشير إلى جرائم الحرب بما في ذلك القتل والنهب والتطهير العرقي والاضطهاد التي ارتكبها جيش يوغوسلافيا الشعبي والوحدات شبه العسكرية الصربية ضد البوشناق والكروات في منطقة بوسانسكي شاماتش من 17 أبريل حتى نوفمبر 1992 أثناء حرب البوسنة والهرسك. تم دمج المنطقة لاحقا في جمهورية صرب البوسنة التي تم تشكيلها حديثا.
من بين أكثر من 17000 من البوسنيين والكروات المسجلين في البلدية بقي حوالي 300 فقط بعد الحرب في عام 1995. طبقا لمركز الأبحاث والتوثيق فقد قُتل أو فُقد 639 شخص في البلدية أثناء الحرب من بينهم 126 مدني. صنفتها المحكمة الجنائية الدولية ليوغوسلافيا السابقة المدعومة من الأمم المتحدة على أنها جريمة ضد الإنسانية وحكمت على تسعة مسؤولين صرب بما في ذلك يوفيتسا ستانيشيتش وفرانكو سيماتوفيتش مما جعلها الإدانة الوحيدة في تاريخ المحكمة التي ارتكبها مسؤولون من صربيا بتهمة ارتكاب جرائم في البوسنة والهرسك.

## الوصف
كانت بوسانسكي شاماتش بلدية ذات أهمية إستراتيجية لقوات صرب البوسنة والهرسك التي أرادت ضمها إلى «ممر بوسافينا» الذي من شأنه أن يربط أراضي صرب كرواتيا والبوسنة والهرسك بصربيا. وفقا لإحصاء عام 1991 أحصت بلدية بوسانسكي شماتش 32960 شخص 44.7٪ منهم من الكروات و41.3٪ من الصرب و6.8٪ من البوشناق. تم إعلان مناطق الحكم الذاتي الصربية لشمال البوسنة والهرسك وسيمبيريا وماييفيكا. أنشأت قوات صرب البوسنة والهرسك بقيادة رادوفان كاراديتش فريق إدارة الأزمة وبروتوكول «البديل ألف أو ب» للاستيلاء على السلطة في المناطق التي كان الصرب يشكلون فيها أغلبية (البديل أ) أو لتشكيل مؤسسات موازية منفصلة حيث كانوا أقلية (البديل ب).
قبل اندلاع حرب البوسنة والهرسك تصاعدت حوادث إطلاق النار وانفجارات القنابل اليدوية وأعمال التخريب والعنف في بوسانسكي شاماتش. في خريف 1991 ومارس 1992 في سياق حرب الاستقلال الكرواتية هاجمت القوات شبه العسكرية الكرواتية ثكنات جيش يوغوسلافيا الشعبي حول بوسانسكي شاماتش. في مارس 1992 تم إرسال العديد من الصرب إلى إيلوك في كرواتيا للتدريب في معسكر عسكري تديره صربيا.
في 17 أبريل 1992 هاجمت القوات شبه العسكرية الصربية بوسانسكي شاماتش وسيطرت عليها دون أي مقاومة تذكر. بدأوا على الفور في مصادرة الأسلحة من السكان المحليين. أصدر فريق إدارة الأزمات المنشأ حديثا في جمهورية صرب البوسنة عدة أوامر بما في ذلك حظر الأنشطة السياسية وحظر تجمع أكثر من ثلاثة من غير الصرب في الأماكن العامة. كان على غير الصرب ارتداء شارات بيضاء. بدأت الشرطة والقوات شبه العسكرية الصربية في اعتقال البوشناق والكروات وإرسالهم إلى مراكز احتجاز غير قانونية. وهناك تعرضوا للضرب والتعذيب بالبنادق والقضبان المعدنية ومضارب البيسبول والسلاسل المعدنية وهراوات الشرطة وأرجل الكراسي. تعرض البعض لاعتداءات جنسية. تم إجبار السجناء البوسنيين والكرواتيين على العمل القسري دون دفع أجورهم وكانوا تحت إشراف مسلح. اقتصر النهب والسلب على الممتلكات المملوكة لغير الصرب فقط. نُقل غير الصرب قسرا إلى كرواتيا أو أجزاء أخرى من البوسنة والهرسك بعيدا عن بوسانسكي شاماتش.
تم القبض على العديد من الرجال غير الصرب الذين تتراوح أعمارهم بين 18 و60 عام وإعدامهم بإجراءات موجزة من قبل القوات الصربية المحلية والقوات شبه العسكرية من صربيا. قُتل ما لا يقل عن 16 مدني عندما تم القبض على 50 سجين في معسكر اعتقال من قبل مجموعة غراي وولفز شبه العسكرية بقيادة سلوبودان ميليكوفيتش.

## الملاحقة القانونية
حكمت المحكمة الجنائية الدولية ليوغوسلافيا السابقة المدعومة من الأمم المتحدة على تسعة مسؤولين صرب بارتكاب جرائم حرب في بوسانسكي شاماتش. حُكم على بلاغوي سيميتش بارتكاب جرائم ضد الإنسانية بتهمة الاضطهاد على أساس الاعتقال والاحتجاز غير القانونيين والمعاملة القاسية واللاإنسانية والعمل الجبري والحبس غير القانوني في ظل ظروف غير إنسانية والترحيل والنقل القسري. وحكم عليه بالسجن 15 عام. حُوكم في قضيته مع ميروسلاف تاديتش الذي حُكم عليه بالسجن 8 سنوات وسيمو زاريتش الذي حُكم عليه بالسجن 6 سنوات. تم توجيه الاتهام إلى سلوبودان ميليكوفيتش لكنه توفي قبل أن يتم القبض عليه.
أقر ستيفان تودوروفيتش بأنه مذنب بتهمة الاضطهاد وحُكم عليه بالسجن لمدة 10 سنوات. كما أقر ميلان سيميتش بأنه مذنب بتهمة التعذيب كجريمة ضد الإنسانية وحُكم عليه بالسجن خمس سنوات. حُكم على ستويان جوبليانين وميكو ستانيشيتش بالسجن 22 عام بما في ذلك جرائم الاضطهاد والتعذيب والاحتجاز غير القانوني والنقل القسري والترحيل والتدمير العشوائي للمدن والقرى.
في عام 2021 حكمت آلية المتابعة الدولية لتصريف الأعمال المتبقية للمحكمتين الجنائيتين على يوفيكا ستانيشيتش وفرانكو سيماتوفيتش ضابطي المخابرات السابقين الذين خدموا في جهاز أمن الدولة في وزارة الشؤون الداخلية في صربيا بتهمة المساعدة والتحريض على القتل والترحيل والنقل القسري والاضطهاد كجرائم ضد الإنسانية ارتكبتها مجموعاتهم شبه العسكرية وحكم عليهم بالسجن 12 عام مما يجعلها الإدانة الوحيدة في تاريخ المحكمة التي حُكم فيها على مسؤولين من صربيا بارتكاب جرائم في البوسنة والهرسك.